# Frederik Willem Zeylmans van Emmichoven
Frederik Willem Zeylmans van Emmichoven (* 23. November 1893 in Helmond, Niederlande; † 18. November 1961 in Kapstadt, Südafrika) war ein niederländischer Psychiater und Anthroposoph. Als langjähriger Generalsekretär der Anthroposophischen Gesellschaft in den Niederlanden, mit seiner Vortragstätigkeit und seinen Veröffentlichungen – darunter die erste Biographie über Rudolf Steiner – war Zeylmans van Emmichoven eine führende Persönlichkeit der anthroposophischen Bewegung.

## Leben
Frederik Willem Zeylmans van Emmichoven wurde als Sohn eines holländischen Schokoladenfabrikanten geboren. Seine Mutter war Deutsche. Seine Kindheit war von seelischen Krisen geprägt. Nach Überwindung einer schweren Typhuskrankheit begann er mit achtzehn Jahren ein Medizinstudium und spezialisierte sich bald in der Psychiatrie. Durch seine Vorliebe zu Farben unternahm er, angeregt durch die Malerin Jacoba van Heemskerck und ihre Freundin und Mäzenin Marie Tak van Poortvliet, experimentelle Forschungen über die Wirkung von Farben auf das Gefühl. Sein medizinisches Studium setzte er in Leipzig bei Wilhelm Wundt fort. Durch eine Begegnung mit Rudolf Steiner im Jahre 1920 wurde er in seinen Farbforschungen bestärkt. Seine Dissertation schrieb er über Die Wirkung der Farben auf das Gefühl.
Achtundzwanzigjährig begann Zeylmans seine Lehrtätigkeit vor einer anthroposophisch interessierten Öffentlichkeit und vor Fachkollegen. Er war am Aufbau der ersten Waldorfschule in Den Haag beteiligt und gründete eine kleine Klinik. Bei der Begründung der Anthroposophischen Gesellschaft in den Niederlanden im November 1923 wurde er deren Generalsekretär. Neben seiner ärztlichen und psychiatrischen Tätigkeit unternahm Zeylmans viele Vortragsreisen. Dabei sprach er oft über Farben, deren Wirkung auf den Menschen und gab Ratschläge an Farbenhersteller, Architekten, Museumsdirektoren und Künstler.
Zeylmans’ Hauptanliegen waren Völkerverständigung und Kosmopolitismus. Sein Versuch einen Weltschulverein zu gründen, der der Ausbreitung der Waldorfpädagogik und deren freien Finanzierung dienen sollte, misslang nicht zuletzt durch den Widerstand anthroposophischer Kreise, die sich einer breiten Öffentlichkeitsarbeit widersetzten. Ein anderes Projekt, die Jugend Europas vor dem Hintergrund wachsender politischer Fanatisierung mit der Anthroposophie in Verbindung zu bringen, konnte realisiert werden: Im Frühjahr 1930 begegneten sich über 1000 junge Teilnehmer, um sich in Arbeitsgruppen und Vorträgen von Persönlichkeiten wie Eugen Kolisko, Walter Johannes Stein, Elisabeth Vreede oder Ita Wegman über die Zeitlage auszutauschen. Die politischen Entwicklungen schränkten seine Arbeit aber immer mehr ein. Sein Engagement stieß auch innerhalb der Anthroposophischen Gesellschaft zunehmend auf Ablehnung: Die internen Differenzen seit dem Tod Rudolf Steiners und seine enge Zusammenarbeit mit Ita Wegman führten 1935 zu seinem Ausschluss.
Nach dem Krieg nahm Zeylmans seine Tätigkeit als Vortragsreisender wieder auf, die ihn 1954 für neun Monate um die ganze Erde führte. Ermutigt durch Bernard Lievegoed erbat er sich 1960 von den Mitgliedern der Anthroposophischen Gesellschaft in den Niederlanden das Mandat, diese fünfundzwanzig Jahre zuvor ausgeschlossene Landesgesellschaft wieder in die Allgemeine Anthroposophischen Gesellschaft mit Sitz am Goetheanum zu integrieren. Dieser Akt hat er auf der Generalversammlung desselben Jahres in Dornach (Schweiz) vollzogen. 1961 reiste er nach Südafrika, besuchte Schulen und andere Institutionen, um Vorträge zu halten und beratend zu wirken. Er starb während seiner Reise in Kapstadt.

## Werke
- De Werking van de kleuren op het gevoel, Utrecht 1923.
- Rudolf Steiner, Den Haag 1932.
  - deutsch: Rudolf Steiner. Freies Geistesleben, Stuttgart 1961.
- Ontwikkeling en geestesstrijd, Den Haag 1935.
  - deutsch: Entwicklung und Geisteskampf, Stuttgart 1935.
- De menselijke ziel, Utrecht 1943.
  - deutsch: Die menschliche Seele. Einführung in die Kenntnis des Wesens, der Tätigkeit und der Entwicklung der Seele. Die Pforte, Basel 1953; 3. A. Freies Geistesleben, Stuttgart 1995, ISBN 3-7725-1238-0.
- Hygiene van de ziel, Utrecht 1946.
  - deutsch: Gespräche über die Hygiene der Seele. Natura, Arlesheim 1957; 3. A. 1988, ISBN 3-7235-0624-0.
- Amerika en het Amerikanisme, Den Haag 1950.
  - deutsch: Amerika und der Amerikanismus. Die Kommenden, Freiburg im Breisgau 1954.
- Der Grundstein. Freies Geistesleben, Stuttgart 1956, 7. A. 1999, ISBN 3-7725-0598-8.
- De Werkelijkheid waarin wij leven, Zeist 1959.
  - deutsch: Die Wirklichkeit in der wir leben. Die zentrale Stellung des Mysteriums von Golgatha in der Menschheitsentwicklung. Eine Einführung in Rudolf Steiners Anthroposophie. Natura, Arlesheim 1959; 2. A. 1977, ISBN 3-7235-0623-2.
    - Neuausgabe als: Die Wirklichkeit in der wir leben. Die Menschheitsentwicklung aus anthroposophischer Sicht. Fischer Taschenbuch, Frankfurt am Main 1986, ISBN 3-596-25556-2.